# ایزتوک پوک
ایزتوک پوک (انگلیسی: Iztok Puc; ۱۴ سپتامبر ۱۹۶۶ – ۲۰ اکتبر ۲۰۱۱) بازیکن هندبال اهل اسلوونی-کرواسی بود.